# Signal du Bougès
Le signal du Bougès est un sommet  culminant à 1 421 m d'altitude dans le département français de la Lozère. C'est le point culminant du Bougès dans le Massif central.

## Géographie
Le signal du Bougès est situé dans le massif Bougès dans les Cévennes, dont il constitue le point culminant, au sein du Massif central.

## Randonnée
La montagne est parcourue par les sentiers de grande randonnée 68 et 70 (chemin de Stevenson).

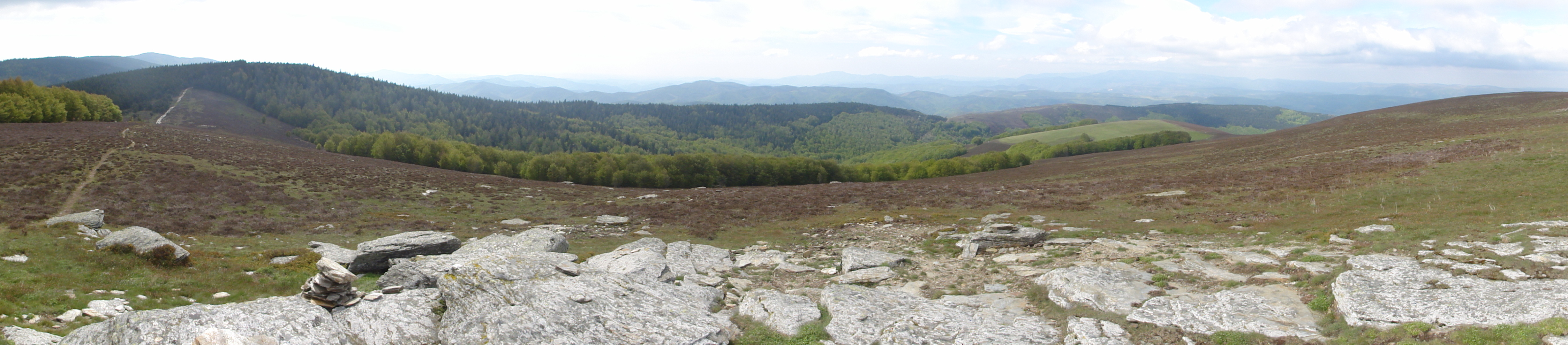
Chemin de Stevenson au signal du Bougès.